# Акимов, Евгений Иванович
Евгений Иванович Акимов (25 декабря 1932, Ташкент) — советский футболист (нападающий) и тренер.
Футболом увлёкся в спортивной секции кишинёвского стадиона «Динамо». В армии служил сначала в московском ВВС, за который 27 сентября 1947 года провёл один матч в высшей лиге против «Динамо» (Ленинград) (0:3). Позднее был переведён в ВВС (Харьков), с которым выиграл Кубок УССР.
После службы вернулся в Кишинёв. Выступал за команду «Буревестник». В 1954 году перешёл в команду Кишинёвского сельскохозяйственного института (КСХИ), с которой стал чемпионом Молдавской ССР (в переходных матчах за право участия в первенстве СССР команда называлась «Наука»).
В 1963 году был главным тренером «Строитель» (Бельцы).

## Достижения
- Чемпион Молдавской ССР: 1954
- Обладатель: Кубка Украинской ССР 1949

- Список 22-х лучших футболистов Молдавии: 1954[1]